# Chiesa di Santa Maria delle Grazie (Carosino)
La chiesa di Santa Maria delle Grazie è la parrocchiale di Carosino, in provincia e arcidiocesi di Taranto; fa parte della vicaria di San Giorgio Ionico.

## Storia
Sul luogo della moderna parrocchiale sorgeva in epoca remota una piccola cappella dedicata a santa Maria di Carosino, esistente forse già tra il XIII e il XIV secolo. In seguito al verificarsi nel 1545 di alcuni eventi considerati miracolosi, l'immagine della Vergine Maria col bambino conservata nel luogo di culto divenne meta di pellegrinaggi, il cui numero sempre crescente rese necessaria la costruzione di una nuova chiesa in adiacenza alla precedente, alla quale fu collegata attraverso una porta; i lavori furono conclusi sicuramente entro il maggio 1577, quando il tempio fu visitato dall'arcivescovo di Taranto Lelio Brancaccio.
Nel corso del XVII secolo, fu edificata sul fianco sud dell'antico luogo di culto una cappellina, intitolata alla Madonna di Carosino; inoltre, nel 1640 la chiesa divenne sede di parrocchia autonoma.
Intorno alla metà del XVIII secolo, l'edificio fu radicalmente trasformato, unendo i due piccoli templi e ribaltando l'orientamento di 90°; per raggiungere tale scopo, la cappellina meridionale fu trasformata nel presbiterio della chiesa, mentre verso nord fu aggiunta una campata, completata dalla nuova facciata neoclassica. Nel corso dei lavori, furono distrutti quasi tutti gli affreschi che decoravano l'originaria cappella, a eccezione del dipinto raffigurante la Madonna col Bambino e di alcuni altorilievi.
Tuttavia, dopo soltanto pochi decenni la chiesa madre sprofondò nel degrado, anche a causa di alcuni problemi strutturali che iniziarono a presentarsi già agli inizi del XIX secolo; i lavori di ristrutturazione furono avviati nel 1899, su iniziativa del parroco Cosimo Fiorino, che nel 1907 fece inoltre realizzare una grande cappella dedicata a san Biagio.
Nel 1976 l'edificio fu sottoposto a nuovi interventi di risistemazione generale.

## Descrizione

### Esterno
La facciata a capanna della chiesa, rivolta a settentrione, è suddivisa da un cornice marcapiano in due registri, entrambi scanditi da quattro lesene; quello inferiore presenta il portale d'ingresso e due nicchie vuote, mentre quello superiore è caratterizzato dal rosone e dal timpano di forma triangolare.
Annesso alla parrocchiale è il campanile a base quadrata, la cui cella presenta sui lati est ed ovest due bifore e su quelli nord e sud due monofore.

### Interno
L'interno dell'edificio si compone di un'unica navata, sulla quale si affacciano le due ampie cappelle laterali introdotte da archi a tutto sesto e le cui pareti sono scandite da paraste sorreggenti la trabeazione modanata e aggettante sopra la quale si impostano le volte; al termine dell'aula si sviluppa il presbiterio, rialzato di alcuni gradini e chiuso dall'abside di forma quadrata.